# Witte (Adelsgeschlecht)

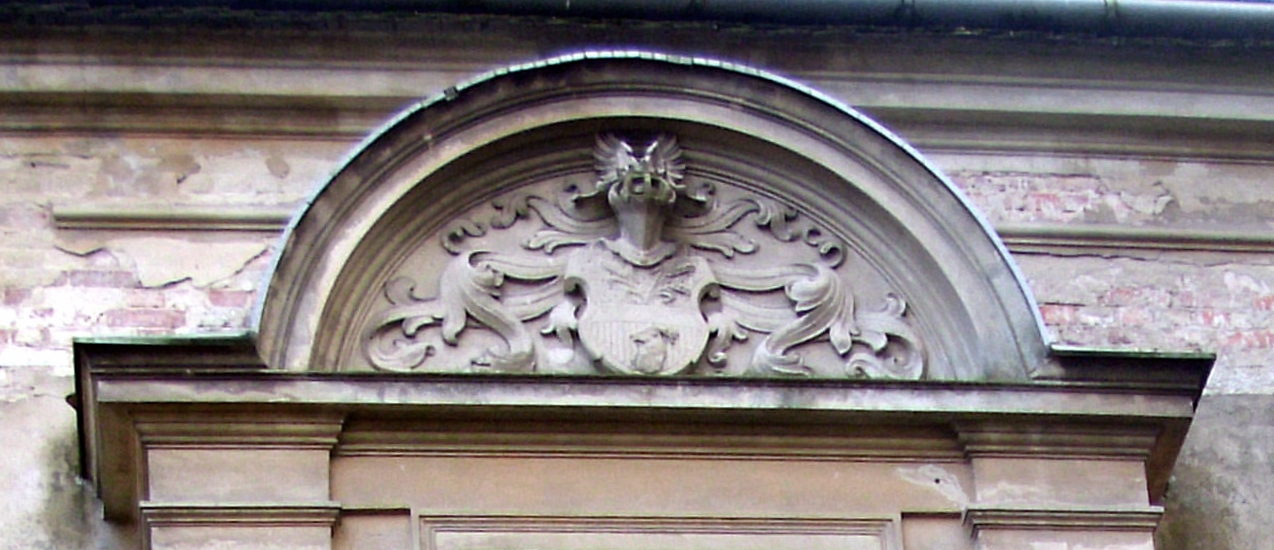
Wappen der Familie in Ragow

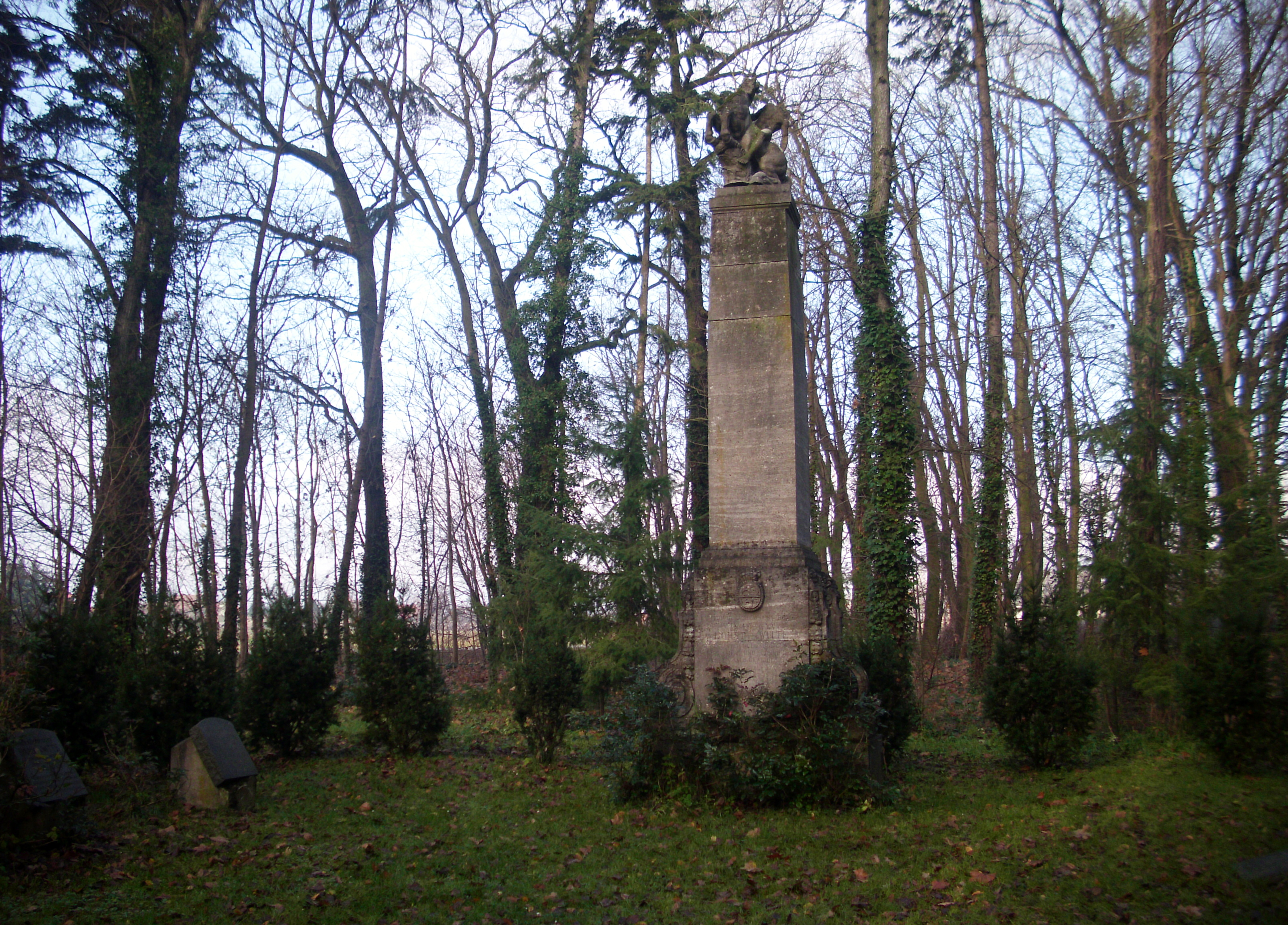
Familiengrabstätte von Witte in Ragow

Die Familie von Witte ist eine preußische Adelsfamilie, die ursprünglich aus Pommern stammte und am 8. Januar 1816 in Berlin in den Adelsstand erhoben wurde.

## Wappen
Durch einen silbernen Balken geteilt: oben in Gold drei aus dem Balken wachsende grüne Kornähren an ihren Halmen und unten in Rot ein aus dem Schildesfuße wachsender goldener Hirschkopf mit Hals. Auf dem gekrönten Helm mit rechts grün-goldenen und links rot-goldenen Decken ein offener silberner Flug.

## Stammlinie
1. Ernst Christian Witte († 1790 in Stettin), Senators und Aldermann, ⚭ Friederike Wilhelmine, geborene Küsel († 1837 in Falkenwalde).
  1. Ernst Wilhelm von Witte auf Falkenwalde (Wierzchlas) und Gräfendorf (Goszkówek) im Kreis Königsberg in der Neumark, (* 17. Juni 1783 in Stettin; † 1. Februar 1821 in Berlin), Ritterschaftsdirektor der Neumark und Rittmeister a. D., zuletzt im 1. Neumärkischen Landwehr-Kavallerie-Regiment und Adjutant des Generalfeldmarschalls Graf von Kalckreuth, Gouverneur von Berlin, ⚭ April 1804 in Berlin Marianne Daum (* 29. April 1779 in  Danzig; † 19. Februar 1848 in Frankfurt (Oder)). Am 8. Januar 1816 wurde er durch den König von Preußen Friedrich Wilhelm III. in den Adelstand erhoben.
    1. Gustav Adolf Wilhelm (* 27. März 1805 auf Falkenwalde; † 18. Januar 1884 auf Falkenwalde).[1] Er war Ritterschaftsdirektor[2] der Neumark und Kammergerichts-Assessor a. D., ⚭ Gräfin Adelaide von Nostitz, (* 13. November 1818 in Parchau; † 20. Juni 1888 in Ragow). Eheschließung am 5. September 1842 in Parchau.
      1. Marie Anna Friederike Wilhelmine (* 7. Oktober 1843 auf Falkenwalde; † 10. Januar 1877 auf Falkenwalde)
      2. Ernst Wilhelm (* 8. Oktober 1844 auf Falkenwalde), Ehrenritter[3] des Johanniter-Ordens, Ritterschaftskommissarius (Ritterschaftsrat), ⚭ Wally Julie Henriette von Koerber (* 19. April 1854 zu Körberode; † 22. Februar 1929 Bad Freienwalde)[4] am 30. September 1878 in Körberrode (ehemals Vorwerk Jankowitz), Landkreis Graudenz.
        1. Ada Lonny Dora (* 25. September 1879 zu Klein Mehßow)
        2. Eva Klara Ida (* 3. November 1880 zu Klein Mehßow)
        3. Irene Wally Marie (* 23. Januar 1886 zu Falkenwalde)
        4. Odo Adolf Willy (* 17. November 1887 zu Falkenwalde; † 31. Dezember 1887 zu Falkenwalde)

      3. Malwine Leontine Elisabeth (* 22. Dezember 1845 zu Falkenwalde), ⚭ 4. Februar 1874 in Falkenwalde Heinrich Freiherr von Schacky auf Schönfeld, auf Offendorf in Bayern und Neulände bei Bojanowo im Kreis Rawitsch.
      4. Hans Karl Adalbert auf Ragow und Merz im Kreis Beeskow (* 1. Juni 1848 zu Falkenwalde; † 22. Juli 1929 in Ragow), Rittmeister a. D, zuletzt im Thüringischen Husaren-Regiment Nr. 12, Kirchenpatron zu Naundorf (Deuben),[5] Ehrenritter[6] des Johanniter-Ordens, ⚭ Helene Riebeck (* 3. März 1866 in Weißenfels) am 29. September 1885 in Halle (Saale).
        1. Horst Wilhelm Karl (* 8. August 1886 zu Weißenfels; † 23. Juli 1918 in Septmonts bei Soissons). Rittmeister im Garde-Ulanen-Regiment und Führer der Garde-Maschinengewehr-Abteilung, 2. Hannoversches Dragoner-Regiment Nr. 16, 2. Halbregiment, Eskadronschef der 2. Eskadron
        2. Marie-Louise Ida Helene (* 9. November 1888 zu Ragow), ⚭ Dietloff von Arnim (gesch. 1930)
        3. Erika (* 1. März 1892 in Ragow; † 4. März 1918 in Ragow)

      5. Gustav Adolf Maximilian (* 11. Mai 1851 zu Falkenwalde), Rittmeister a. D., zuletzt à la suite des Königs-Ulanen-Regiments (1. Hannoverschen) Nr. 13 und persönlicher Adjutant des Prinzen Albrecht von Preußen
      6. Ida Natalie Albertine (* 11. Dezember 1855 zu Falkenwalde), ⚭ 15. Oktober 1882 in Falkenwalde Ernst von Baerensprung auf Klein Döbbern, Premierleutnant der Reserve im Ulanen-Regiment „Kaiser Alexander II. von Rußland“ (1. Brandenburgisches) Nr. 3

    2. Adolf (1807–1810 zu Falkenwalde)
    3. Marianne (1809–1810 zu Falkenwalde)
    4. Malwine Adolfine (* 23. April 1811 zu Falkenwalde; † 28. März 1887 in Dessau), ⚭ 11. Oktober 1834 in Berlin Karl Albert Boitus, Ober-Tribunalsrat a. D.